# 쿨리 (음식)

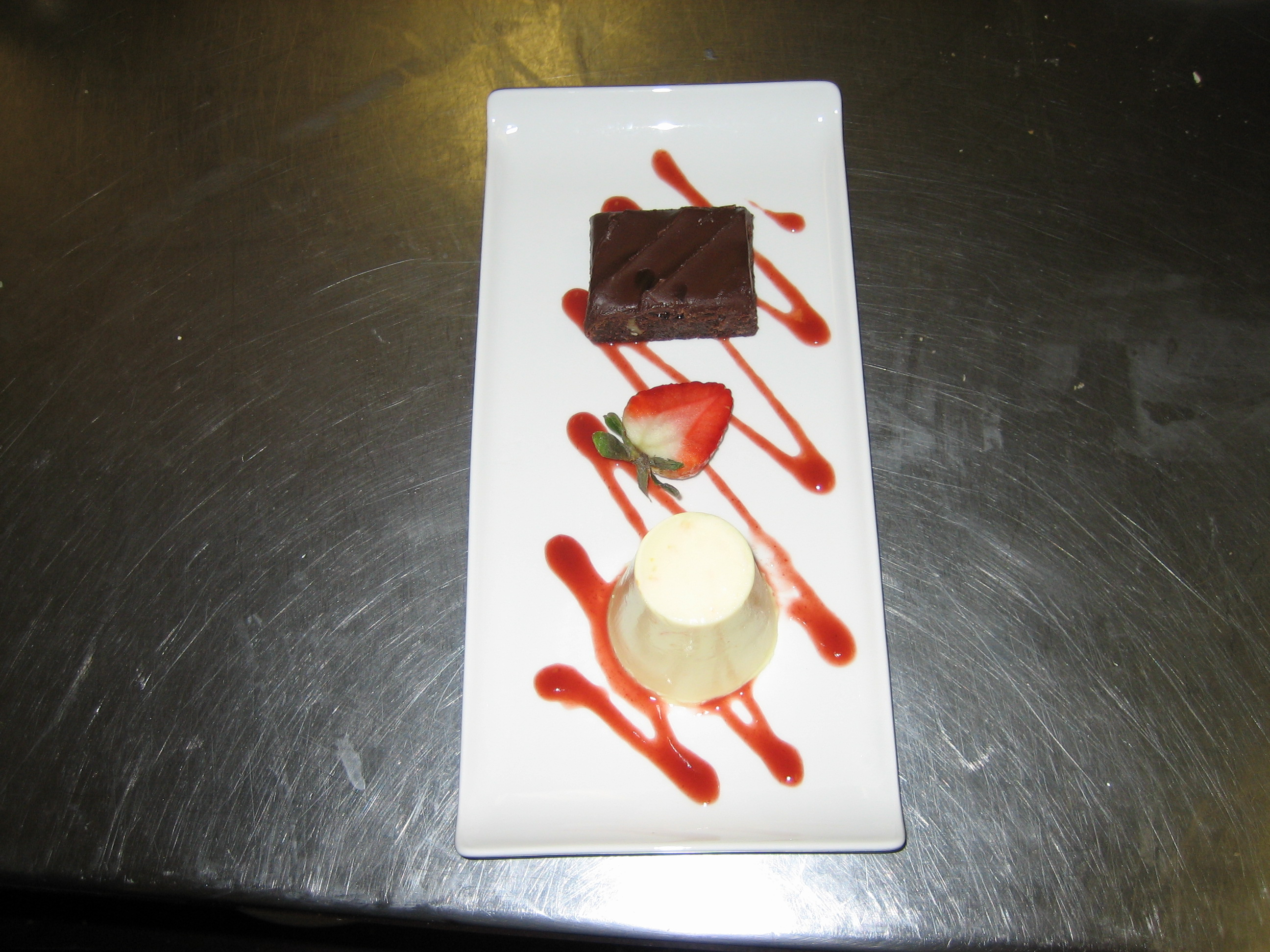
딸기 쿨리로 가니시한 판나 코타

쿨리(프랑스어: coulis)는 음식을 으깬 뒤 체에 걸러 만든 소스이다. 퓌레와 달리 익히지 않는다. 채소 쿨리는 흔히 수프나 소스 등 요리에 쓰이며, 과일 쿨리는 후식을 만들 때 쓰인다.

## 종류
- 채소 쿨리
  - 토마토 쿨리
- 과일 쿨리
  - 블랙커런트·레드커런트 쿨리는 판나 코타나 프로마주 블랑 등 후식에 가니시로 곁들이는 경우가 많다.
  - 라즈베리 쿨리는 키 라임 파이 등에 쓰이는 경우가 많다.
- 갑각류 쿨리
  - 바닷가재나 게, 새우 등 갑각류 쿨리는 비스크 등 요리에 쓰인다.

## 같이 보기
- 퓌레